# Bäckån
Bäckån är en mindre å men även namnet på en av byarna som ån passerar. Ån och byn finns i mellersta Västerbotten, Skellefteå kommun. Längd inklusive källflöden ca 30 km. Flodområde ca 130 km². Ån rinner upp i trakterna väster om byarna Övre Bäck och Daglösten. Mynnar i Bottenviken mellan byarna Nedre Bäck och Risböle. Själva Bäckån börjar vid Lillträsket.
Källflöde Djupaån.